# Hila
Hila är en by i Kyrkslätt i det finländska landskapet Nyland. Byn ligger i kommunens södra del, cirka 10 kilometer från Kyrkslätts centrum. Namnet Hila antas komma från genitiv av fornsvenska mansnamnet Hille.
I Hila finns flera gamla gårdsbyggnader som Hila gård och Jeggars gård. I byn finns matbutiken Sale i Kantvik och gårdsboden i Estby. I Hila finns också en småbåtshamn, Hila lägercenter samt ett populärt friluftsområde.